# Giacinto Molteni
Giacinto Molteni (Lecco, 23 gennaio 1880 – Milano, 24 agosto 1948) è stato un attore italiano.

## Biografia
Attore di teatro, viene notato dal regista Mario Soldati che lo farà esordire al cinema nel 1941 nel film Piccolo mondo antico. Ebbe un ruolo da protagonista nel cortometraggio Chi è Dio pellicola, che si credeva perduta e che è stata ritrovata nel 2003: restaurata, è stata presentata nel 2004 alla Mostra del Cinema di Venezia. Ha preso parte a 17 film.

## Filmografia
- Piccolo mondo antico, regia di Mario Soldati (1941)
- L'amore canta , regia di Ferdinando Maria Poggioli (1941)
- I promessi sposi, regia di Mario Camerini (1941)
- Malombra, regia di Mario Soldati (1942)
- 4 passi fra le nuvole, regia di Alessandro Blasetti (1942)[5]
- Una piccola moglie, regia di Giorgio Bianchi (1943)
- La casa senza tempo, regia di Andrea Forzano (1943)
- Chi l'ha visto?, regia di Goffredo Alessandrini (1943)
- L'ultima carrozzella, regia di Mario Mattoli (1943)
- Giacomo l'idealista, regia di Alberto Lattuada (1943)
- Il diavolo va in collegio, regia di Jean Boyer (1944)
- Peccatori, regia di Flavio Calzavara (1944)
- Il fiore sotto gli occhi, regia di Guido Brignone (1944)
- Il cappello da prete, regia di Ferdinando Maria Poggioli (1944)
- La carne e l'anima, regia di Vladimir Striževskij (1945)
- Chi è Dio, regia di Mario Soldati (1945) - cortometraggio[6]
- Uno tra la folla, regia di Ennio Cerlesi (1946)